# Cancionero de Montecassino
Le Cancionero de Montecassino (Montecassino, Bibliothèque dell'Abbazia, 871 — I-MC 871) ou Cancionero Musical de Montecassino (CMM) est un manuscrit napolitain contenant de la musique de la période Renaissance de la seconde moitié du XVe siècle.

## Manuscrit
Le manuscrit est constitué de divers fascicules originellement séparés et qui ont été reliés ensemble à la fin du XVIIe siècle. Il mesure 276 × 206 mm et se compose de 228 feuillets, dont 123 sont de parchemin et 95 de papier. Au moins 70 feuillets sont perdus et quelques-uns sont reliés dans un ordre incorrect. La musique est contenue dans les feuillets de papier (p. 247–436), datant du XVe siècle, alors que les parchemins sont du XIIIe siècle et XIVe siècle et contiennent divers écrits au thème religieux, tels les livres des martyrs, les règles de l'ordre bénédictin, etc.
Le répertoire musical est généralement associé avec la cour aragonaise de Naples et on considère qu'il provient d'un environnement monastique. Le copiste principal du Cancionero (codex) était probablement un moine du monastère de San Michele Arcangelo de Planciano, de Gaète ou bien du monastère bénédictin de saints Severino et Sossio de Naples. Les fragments sans texte des pages 323, 424 et 432 sont d'une main différente. D'après une inscription qui figure à la page 247, le manuscrit a été conservé au monastère des saints Severino et Sossio au XVIe siècle puis probablement au XVIe ou XVIIe siècle, confié au monastère principal des bénédictins, à Montecassino, lieu où il est conservé aujourd'hui.

## Œuvres
Le manuscrit contient 144 œuvres, dont deux figurent en double, soit 142 titres. En outre, 46 œuvres apparaissent dans l'index, mais elles sont perdues. Parmi les compositeurs représentés dans le Cancionero de Montecassino, se trouvent Loyset Compère, Philippe Caron, Hayne van Ghizeghem, Juan Cornago, Pere Oriola, Johannes Ockeghem, Guillaume Dufay, etc.
Les œuvres peuvent se classer de la manière suivante :
- 70 Œuvres religieuses
  - 1 fragment de Sanctus
  - 1 section de l'ordinaire de la messe
  - 3 Magnificats
  - 6 Psaumes
  - 35 hymnes
  - 2 lamentations
  - 15 motets
  - 4 Laudes
  - 3 motets-chansons
- 72 œuvres profanes
  - 32 pièces profanes françaises
  - 26 pièces profanes italiennes
  - 8 pièces profanes espagnoles
  - 1 pièce profane en latin
  - 5 pièces sans texte ou fragments

## Discographie
- 1983 - Viva rey Ferrando. Musique Renaissance à Naples (1442–1556). Hespèrion XX, Jordi Savall (Astrée Auvidis) (Fiche sur medieval.org)
- 1998 - Le Cancionero de Montecassino. Alfons V Le Magnànim. La Capella Reial de Catalunya Jordi Savall (Alia Vox AV 9816) (Fiche sur medieval.org)
- 1998 - Alfons le Magnànim. Musique profane de la Cort Aragonaisse en Nàpoles. Capella De Ministrers. Carles Magraner (Auvidis Ibèrica/Naïve AVI 8022) (Fiche sur medieval.org)
- 2000 - Ou tempo bon. Music at the Aragonese Court of Naples. Florilegio Ensemble. Marcello Serafini (Symphonia 00180) (Fiche sur medieval.org)
- 2001 - Napoli Aragonese. Ensemble Micrologus (Opus 111) (Fiche sur medieval.org)
- 2004 - Isabel I, Reina de Castilla. Lumières et Ombres dans le temps de la première grande Reine du Renaissance 1451–1504. La Capella Reial de la Catalogne et Hespèrion XXI, Jordi Savall (SACD Alia Vox AV 9838) (Fiche sur medieval.org)